# Perfumeria Júlia
Perfumeria Júlia és una empresa d'Escaldes-Engordany dedicada a la distribució i venda de perfums a Andorra i a Espanya. Disposa de 21 botigues al Principat i d'un Museu del Perfum a Escaldes-Engordany. A Espanya a través de la filial Júlia España Perfums SAU té 41 establiments.

## Història
Júlia Bonet va posar en marxa una idea que després es convertiria en tot un negoci referència de la cosmètica i la perfumeria. A la dècada de 1940, en plena adolescència, Bonet va obrir una perruqueria als baixos de la casa familiar a Andorra, aleshores molts dels productes que oferia els anaven a cercar a Tolosa.